# Gorzyce Małe
Gorzyce Małe  es un pueblo en el distrito administrativo de la gmina de Odolanów, inserta en el distrito de Ostrów Wielkopolski, Voivodato de Gran Polonia, en el centro oeste de Polonia. Se encuentra aproximadamente a 6 kilómetros al noreste de Odolanów, a 5 kilómetros al sur de Ostrów Wielkopolski, y a 104 kilómetros al sureste de la capital regional Poznań.
El pueblo tiene una población de 400 habitantes.